# Teresa de Portugal i de Savoia
Teresa de Portugal (?, 1151-Veurne, Flandes, 1218). Infanta de Portugal, filla d'Alfons I Enríquez i de la seva esposa Mafalda de Savoia.)
En 1184 Teresa es va casar amb Felip d'Alsàcia, comte de Flandes, sent comtessa de Flandes. A causa de la dificultat de pronunciar el seu nom, Teresa ho va canviar a Matilde (Matilda o Mahaut).
Les noces va ser celebrades en la Catedral de Notre-Dame de Tournai, en Bruges, després de la mort d'Isabel de Vermandois, la primera esposa de Felip, que no va tenir descendència. Aquestes noces van ser fruit de la necessitat que tenia Felip de tenir un descendent perquè el comtat no caigués en mans dels francesos. Per la seva banda, Portugal, un país nounat, volia assegurar una important aliança amb Flandes i el reconeixement europeu. Teresa va portar un considerable dot, cosa que va ajudar a Felip a manipular la guerra contra França que es va perllongar un parell d'anys més, fent les paus en 1186. Un nombre raonable d'immigrants portuguesos (principalment comerciants) també van ser a Flandes amb la Infanta.
Teresa va viure en una de les corts reals més luxoses d'Europa, on Felip va patrocinar a Chrétien de Troyes, autor d'un famós cicle del Rei Artús i pare del tema del Grial en la literatura.
No obstant, com Isabel de Vermandois, Teresa mai va donar a llum, i després de la mort de Felip, el comtat va passar a la seva germana Margarida I, comtessa de Flandes.
Després de la mort de Felip a l'agost de 1191, Teresa es va casar per segona vegada en 1194 amb el seu cosí, el duc Eudes III de Borgonya. Teresa va intercedir favorablement davant el Rei de França perquè el seu nebot, l'infant Ferran de Portugal es casés amb Joana de Constantinoble, comtessa de Flandes, neboda de Maria de França, filla del rei Felip August (Felip II de França). Del seu segon matrimoni no va tenir cap fill i el matrimoni va ser anul·lat en 1195 per raons de consanguinitat. El duc va tornar a contreure matrimoni amb Alicia de Vergy.
Teresa va ser la filla favorita d'Alfons I. Maria Roma, historiadora portuguesa, la descriu com una dona bella i “plena d'orgull amb una energia viril” de la fibra de la seva àvia Teresa, comtessa de Portugal.
El 6 de maig de 1218, va trobar la mort a amb seqüència d'una caiguda de la seva carrossa en un pantà a prop de Furnes, a Bèlgica.